# Lubomir Grzelak
Lubomir Grzelak – polski artysta dźwiękowy, producent muzyczny, twórca muzyki filmowej i teatralnej, a także wydawca muzyczny. Od 2009 roku posługuje się pseudonimem Lutto Lento.

## Kariera artystyczna
W latach 2011–2015 prowadził Sangoplasmo Records, wytwórnię specjalizującą się w wydawaniu kaset magnetofonowych. W Sangoplasmo ukazało się 35 kaset z nagraniami polskich i międzynarodowych twórców. Podsumowaniem działalności wytwórni było wydarzenie zorganizowane w Warszawie przez Boiler Room: „Boiler Room Poland. Sangoplasmo Takeover”.
W 2013 roku, wraz z Filipem Lechem, założyli wytwórnię DUNNO Recordings. W dyskografii DUNNO znajdziemy m.in. dźwiękowe opowieści artysty wizualnego i poety Wojciecha Bąkowskiego, nielinearną muzykę taneczną Piotrka Kurka i album poświęcony twórczości Andrzeja Nowaka, zapomnianego kompozytora tworzącego w latach 80. muzykę komputerową.
Jako Lutto Lento występował na wielu festiwalach, m.in. Unsound Festival, Warszawska Jesień, Berlin Atonal, Tauron Nowa Muzyka, Lost Music Festival. Odbył kilka tras koncertowych, między innymi dwie z Bonnie "Prince" Billy. Jego muzyki możemy posłuchać na płytach wydanych przez takie wytwórnie jak Haunter Records,  FTD, Where To Know?. Wiele razy występował też w audycjach radiowych, między innymi w NTS Radio, Rinse FM, The Lot Radio.
Od 2014 roku komponuje także muzykę do spektakli teatralnych, choreograficznych, performance. Współpracuje regularnie z Łukaszem Twarkowskim, Michałem Kotańskim, Martą Ziółek, Kubą Kowalskim. W 2016 roku skomponował muzykę do filmu „Wszystkie nieprzespane noce” w reżyserii Michała Marczaka, za którą był nominowany do nagrody Outstanding Achievement in Original Music Score na festiwalu Cinema Eyes Honors w Nowym Jorku. Jego utwór Cannibalismus (jako Bullet In The Head) pojawił się w grze komputerowej Cyberpunk 2077, stworzonej przez studio CD Projekt Red.
Jest także autorem eksperymentalnych miksów didżejskich, między innymi dla Resident Advisor, FACT Magazine czy Dekmantel.
Jako producent muzyczny współpracował z takimi artystami jak John Glacier, Wojciech Bąkowski, skomponował i wyprodukował także dwa albumy projektu sgs